# ویترینگ
ویترینگ (به هلندی: Wetering) یک منطقهٔ مسکونی در هلند است که در استین‌ویکرلاند واقع شده‌است.